# Ljubuša (bergskedja i Bosnien och Hercegovina)
Ljubuša är en bergskedja i Bosnien och Hercegovina.   Den ligger i entiteten Federationen Bosnien och Hercegovina, i den centrala delen av landet, 80 km väster om huvudstaden Sarajevo.
Trakten runt Ljubuša består till största delen av jordbruksmark. Runt Ljubuša är det ganska tätbefolkat, med 93 invånare per kvadratkilometer.